# ألان تايلور (لاعب كرة قدم بريطاني)
ألان تايلور (بالإنجليزية: Alan Taylor)‏ (14 نوفمبر 1953 في المملكة المتحدة - ) هو لاعب كرة قدم بريطاني في مركز الهجوم. لعب مع كامبريدج يونايتد ونادي بوري ونادي بيرنلي ونادي روتشديل ونورويتش سيتي وهال سيتي ووست هام يونايتد وفانكوفر وايتكابس.

## وصلات خارجية
- ألان تايلور على موقع قاعدة بيانات كرة القدم.إي يو (الإنجليزية)